# Sebastiania brasiliensis
Sebastiania brasiliensis, blanquillo o palo de flecha es un árbol de la familia Euphorbiaceae. Es nativo de Argentina, Bolivia, Brasil, Paraguay y Uruguay. 

## Descripción
Es un árbol de hasta 6-9 m de altura. Follaje semipersistente, verdoso claro, laticífero. Hojas  simples, alternas, rómbicas lanceoladas a elípticas, glabras, borde suavemente aserrado a dentado crenado, ápice agudo, base cuneada, pecíolo de 5 mm.  Flores (ciatio) en espigas amentoides de 3-7 cm de largo, amarillentas, diminutas; las espigas con flores masculinas son más, con 3 flores/bráctea; las espigas femeninas con 1-3 flores/bráctea, estilos trífidos, largos, destacados. Florece en primavera. Fruto cápsula globosa, con seis ángulos, 1 cm de diámetro, castaño verdoso, y tres semillas parduzcas.

## Ecología
Su hábitat son fundamentalmente el monte ribereño y serrano. Está dispersa en la Sudamérica subtropical, hasta el delta del Paraná y el Río de la Plata. 

## Taxonomía
Sebastiania brasiliensis fue descrita por Curt Polycarp Joachim Sprengel y publicado en Neue Entdeckungen im Ganzen Umfang der Pflanzenkunde 2: 118, pl. 3. 1821.

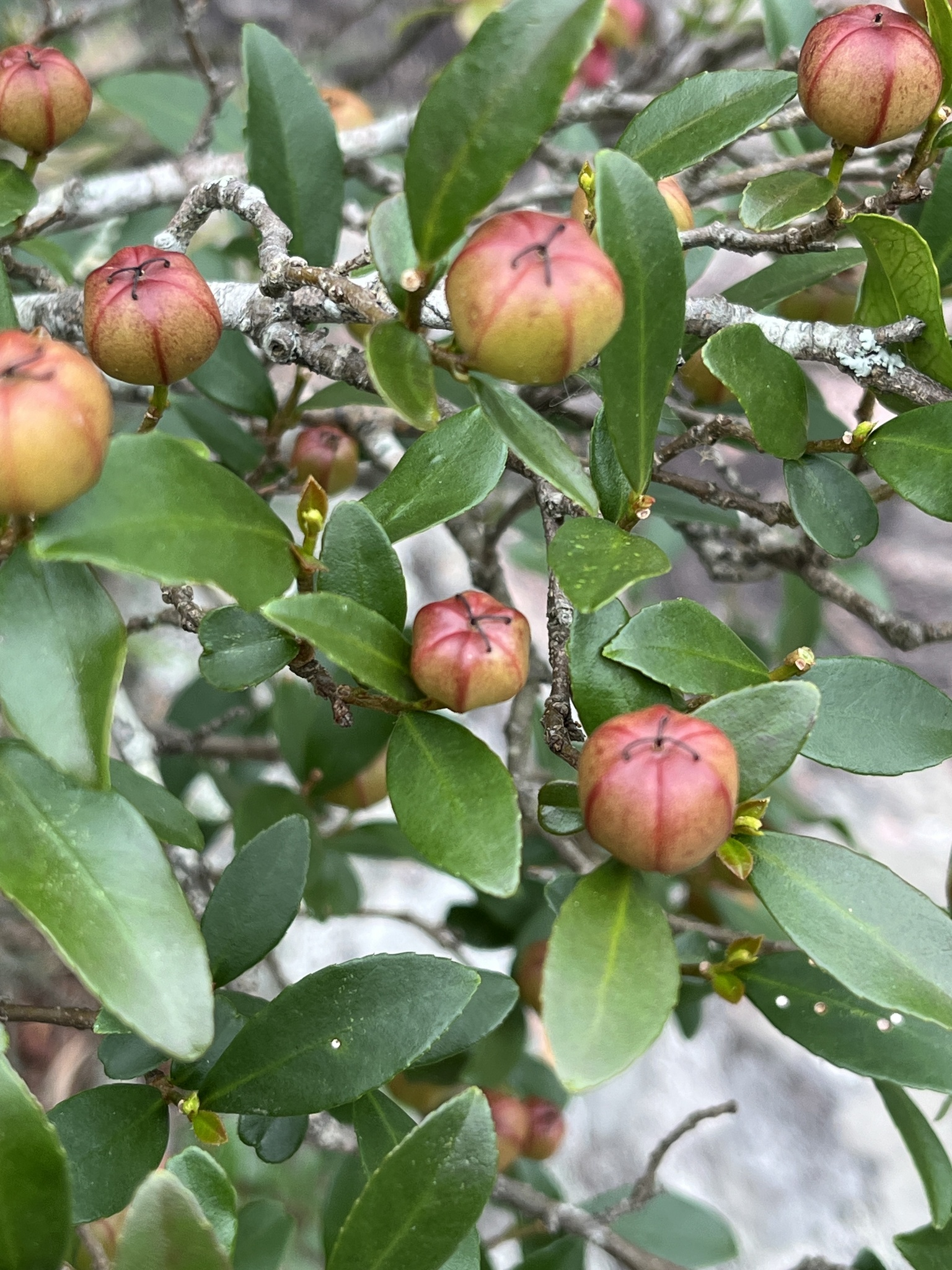
Sebastiania brasiliensis, infrutescencias

- Sebastiania brasiliensis, infrutescenciasActinostemon anisandrus (Griseb.) Pax
- Actinostemon brasiliensis (Spreng.) Pax
- Actinostemon luquense Morong
- Dactylostemon anisandrus Griseb.
- Excoecaria brasiliensis Spreng.
- Gymnanthes brasiliensis (Spreng.) Müll.Arg.
- Microstachys ramosissima A.St.-Hil.
- Sapium rhombifolium Rusby
- Sebastiania anisandra (Griseb.) Lillo
- Sebastiania desertorum Klotzsch
- Sebastiania divaricata Klotzsch
- Sebastiania fiebrigii Pax

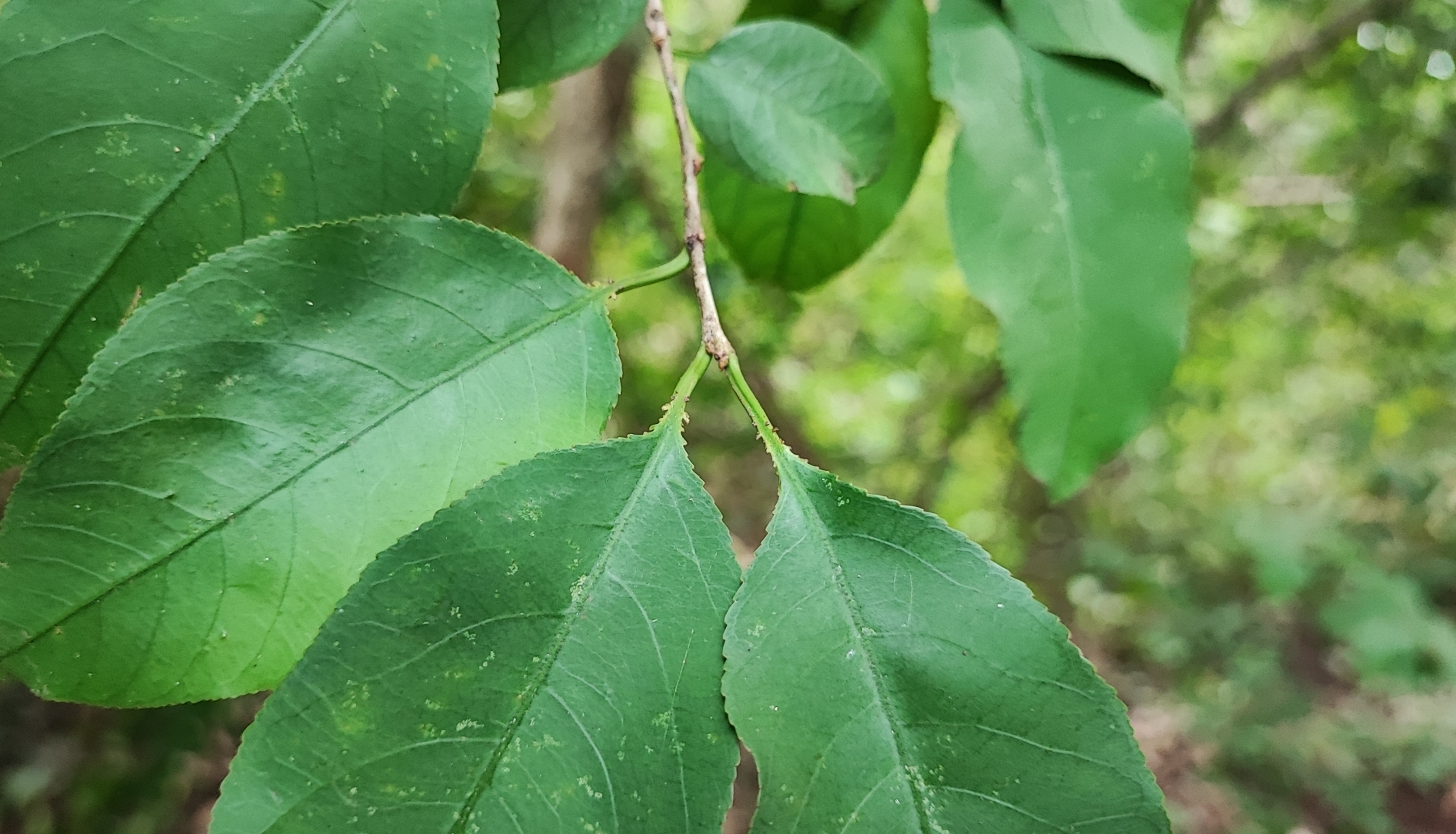
Follaje del blanquillo

- Follaje del blanquilloSebastiania foveata Klotzsch
- Sebastiania macrophylla Klotzsch
- Sebastiania reticulata Klotzsch
- Sebastiania rhombifolia (Rusby) Jabl.
- Sebastiania robusta Klotzsch ex Pax
- Stillingia brasiliensis (Spreng.) Müll.Arg.
- Stillingia desertorum Klotzsch [Invalid]
- Stillingia ramosissima (A.St.-Hil.) Baill.[3][4]

## Nombres comunes
Blanquillo, palo de leche, lecherón, lechero, palo de flecha.